# قائمة الجوائز والترشيحات التي تلقاها عبد لاثني عشر عاما
فيما يلي قائمة بالجوائز والترشيحات التي تلقاها فيلم عبد لاثني عشر عاما. فيلم عبد لاثني عشر عاما (بالإنجليزية: 12 Years a Slave)‏، هُو فيلم تاريخي ‏ ودرامي أمريكي أنتجه وأخرجه المُخرج ستيف ماكوين. بُني سيناريو الفيلم على سيرة ذاتية صدرت سنة 1853 تحمل نفس الاسم ألفها سولمون نورثوب، يتحدث فيها عن مُعاناته من العبودية بعد اختطافه من واشنطن سنة 1841 وبيعه في أحد أسواق النخاسة. الفيلم من بطولة شيواتال إيجيوفور الذي أدى دور نورثوب، إضافة إلى مُمثلين آخرين على غرار مايكل فاسبندر وبيندكت كامبرباتش وبول دانو وبول جياماتي ولوبيتا نيونغو وسارة بولسون وبراد بيت (شارك في إنتاج الفيلم أيضا) وألفري وودارد شاركوا في أدوار مُساعدة.
بعد عرضه خلال مهرجان تيلورايد السينمائي ومهرجان نيويورك السينمائي الدولي، عُرض الفيلم أيضا خلال دورة سنة 2013 ‏ من مهرجان تورونتو السينمائي الدولي. وزعت شركة فوكس سيرش لايت بيكتشرز الفيلم على 19 مسرحا للعرض الأولي، وذلك بتاريخ 18 أكتوبر 2013. بدأت المرحلة الثانية من عرض الفيلم في 8 نوفمبر، وشملت 1000 مسرح وقاعة سينما في كُل من كندا والولايات المتحدة. حاز الفيلم إيرادات بقيمة 187 مليون دولار، مع ميزانية إنتاج بلغت 20 مليون دولار أمريكي. في 2019، أصبح الفيلم أكثر أفلام ستيف ماكوين من حيث الإيرادات والأرباح. حصل الفيلم على موقع روتن توميتوز على 358 مراجعة، 95% منها إيجابية.
حصل فيلم عبد لاثني عشر عاما على عدد من الترشيحات ونال العديد من الجوائز، وذلك في فئات الإخراج والتمثيل وكتابة السيناريو وغيرها. خلال حفل توزيع جوائز الأوسكار السادس والثمانين، حصل الفيلم على 9 ترشيحات شملت عدة جوائز، فاز منها بأربع هُم أفضل فيلم وأفضل مخرج لستيف ماكوين وأفضل سيناريو مقتبس لريدلي وأفضل ممثلة في دور مساعد للمُمثلة لوبيتا نيونقو. بهذه الجائزة، كان ماكوين أول مُخرج ذو بشرة سمراء يفوز فيلمه بجائزة أفضل فيلم، كما كان أيضا أول مُخرج ذو أصول أفريقية يفوز بهذه الجائزة. نال الفيلم سبع ترشيحات خلال حفل توزيع جوائز الغولدن غلوب الواحد والسبعين، فاز منها في الأخير بجائزة أفضل فيلم درامي. خلال حفل توزيع جوائز الأكاديمية البريطانية للأفلام السابع والستين، فاز الفيلم بجائزة أفضل فيلم وجائزة أفضل ممثل لشيواتال إيجيوفور.
خلال حفل توزيع جوائز رابطة المنتجين الأمريكيين ‏ لسنة 2013، فاز الفيلم بجائزة أفضل فيلم ‏ مُناصفة مع فيلم جاذبية. نال الفيلم أيضا أربع ترشيحات خلال حفل توزيع جوائز نقابة ممثلي الشاشة العشرين ‏، فازت منها لوبيتا بجائزة أفضل ممثلة في دور مساعد ‏. رُشح ماكوين أيضا خلال حفل توزيع جوائز رابطة المُخرجين الأمريكيين ‏. أدرج كُل من معهد الفيلم الأمريكي والمجلس الوطني للمراجعة فيلم عبد لاثني عشر عاما ضمن قائمة أفضل 10 أفلام خلال سنة 2013.

## الجوائز والترشيحات
| الجائزة                                               | تاريخ الحفل     | الفئة                                              | المُستلم(ة) للجائزة | النتيجة       | مراجع                           |
| ----------------------------------------------------- | --------------- | -------------------------------------------------- | --- | ------------- | ------------------------------- |
| جوائز الآكتا ‏                                         | 10 يناير 2014 ‏  | أفضل فيلم دولي ‏                                    | عبد لاثني عشر عاما | رُشِّح           | [ 21 ] [ 22 ]                   |
| جوائز الآكتا ‏                                         | 10 يناير 2014 ‏  | أفضل مُخرج دولي ‏                                    | ستيف ماكوين | رُشِّح           | [ 21 ] [ 22 ]                   |
| جوائز الآكتا ‏                                         | 10 يناير 2014 ‏  | أفضل سيناريو دولي ‏                                 | جون ريدلي | رُشِّح           | [ 21 ] [ 22 ]                   |
| جوائز الآكتا ‏                                         | 10 يناير 2014 ‏  | أفضل ممثل دولي ‏                                    | شيواتال إيجيوفور | فوز           | [ 21 ] [ 22 ]                   |
| جوائز الآكتا ‏                                         | 10 يناير 2014 ‏  | أفضل ممثل في دور مساعد ‏                            | مايكل فاسبندر | فوز           | [ 21 ] [ 22 ]                   |
| جوائز الآكتا ‏                                         | 10 يناير 2014 ‏  | أفضل ممثل في دور مساعد ‏                            | لوبيتا نيونغو | رُشِّح           | [ 21 ] [ 22 ]                   |
| جائزة آي آي أر بي ‏                                    | 10 فبراير 2014  | جائزة أفضل فيلم للكبار                             | عبد لاثني عشر عاما | فوز           | [ 23 ]                          |
| جائزة الأوسكار                                        | 2 مارس 2014     | أفضل فيلم                                          | براد بيت وديدي غاردنر وجيريمي كلاينر وستيف ماكوين وأنثوني كاتاغاس ‏ | فوز           | [ 13 ] [ 24 ]                   |
| جائزة الأوسكار                                        | 2 مارس 2014     | أفضل مخرج                                          | ستيف ماكوين | رُشِّح           | [ 13 ] [ 24 ]                   |
| جائزة الأوسكار                                        | 2 مارس 2014     | أفضل ممثل                                          | شيواتال إيجيوفور | رُشِّح           | [ 13 ] [ 24 ]                   |
| جائزة الأوسكار                                        | 2 مارس 2014     | أفضل ممثل في دور مساعد                             | مايكل فاسبندر | رُشِّح           | [ 13 ] [ 24 ]                   |
| جائزة الأوسكار                                        | 2 مارس 2014     | أفضل ممثل في دور مساعد                             | لوبيتا نيونغو | فوز           | [ 13 ] [ 24 ]                   |
| جائزة الأوسكار                                        | 2 مارس 2014     | أفضل سيناريو مقتبس                                 | جون ريدلي | فوز           | [ 13 ] [ 24 ]                   |
| جائزة الأوسكار                                        | 2 مارس 2014     | أفضل تصميم أزياء                                   | باتريسيا نوريس | رُشِّح           | [ 13 ] [ 24 ]                   |
| جائزة الأوسكار                                        | 2 مارس 2014     | أفضل مونتاج                                        | جو والكر | رُشِّح           | [ 13 ] [ 24 ]                   |
| جائزة الأوسكار                                        | 2 مارس 2014     | أفضل تصميم إنتاج                                   | تصميم إنتاج: آدم ستوكهاوسن ‏، تصميم الديكور: أليس بيكر ‏ | رُشِّح           | [ 13 ] [ 24 ]                   |
| جوائز جمعية نقاد السينما الأمريكية الأفريقية          | 13 ديسمبر 2013  | أفضل فيلم في السنة                                 | عبد لاثني عشر عاما | فوز           | [ 25 ]                          |
| جوائز جمعية نقاد السينما الأمريكية الأفريقية          | 13 ديسمبر 2013  | أفضل مُخرج                                          | ستيف ماكوين | فوز           | [ 25 ]                          |
| جوائز جمعية نقاد السينما الأمريكية الأفريقية          | 13 ديسمبر 2013  | أفضل ممثلة صاعدة                                   | لوبيتا نيونغو | فوز           | [ 25 ]                          |
| جوائز جمعية نقاد السينما الأمريكية الأفريقية          | 13 ديسمبر 2013  | أفضل سيناريو                                       | جون ريدلي | فوز           | [ 25 ]                          |
| جوائز تحالف الصحفيات السينمائيات                      | 19 ديسمبر 2013  | أفضل فيلم                                          | عبد لاثني عشر عاما | فوز           | [ 26 ] [ 27 ]                   |
| جوائز تحالف الصحفيات السينمائيات                      | 19 ديسمبر 2013  | أفضل مُخرج                                          | ستيف ماكوين | فوز           | [ 26 ] [ 27 ]                   |
| جوائز تحالف الصحفيات السينمائيات                      | 19 ديسمبر 2013  | أفضل مُمثل                                          | شيواتال إيجيوفور | رُشِّح           | [ 26 ] [ 27 ]                   |
| جوائز تحالف الصحفيات السينمائيات                      | 19 ديسمبر 2013  | أفضل مُمثل في دور مساعد                             | مايكل فاسبندر | رُشِّح           | [ 26 ] [ 27 ]                   |
| جوائز تحالف الصحفيات السينمائيات                      | 19 ديسمبر 2013  | أفضل ممثلة في دور مُساعد                            | لوبيتا نيونغو | فوز           | [ 26 ] [ 27 ]                   |
| جوائز تحالف الصحفيات السينمائيات                      | 19 ديسمبر 2013  | أفضل سيناريو مُقتبس                                 | جون ريدلي | فوز           | [ 26 ] [ 27 ]                   |
| جوائز تحالف الصحفيات السينمائيات                      | 19 ديسمبر 2013  | أفضل أداء جماعي                                    | عبد لاثني عشر عاما | رُشِّح           | [ 26 ] [ 27 ]                   |
| جوائز تحالف الصحفيات السينمائيات                      | 19 ديسمبر 2013  | أفضل تصوير سينمائي                                 | شون بوبيت | رُشِّح           | [ 26 ] [ 27 ]                   |
| جوائز تحالف الصحفيات السينمائيات                      | 19 ديسمبر 2013  | أفضل مونتاج                                        | جو والكر | رُشِّح           | [ 26 ] [ 27 ]                   |
| جوائز تحالف الصحفيات السينمائيات                      | 19 ديسمبر 2013  | أفضل موسيقى تصويرية                                | هانز زيمر | رُشِّح           | [ 26 ] [ 27 ]                   |
| جوائز تحالف الصحفيات السينمائيات                      | 19 ديسمبر 2013  | أفضل أداء لنجم صاعد                                | لوبيتا نيونغو | فوز           | [ 26 ] [ 27 ]                   |
| جوائز تحالف الصحفيات السينمائيات                      | 19 ديسمبر 2013  | جائزة لحظة لا تُنسى                                 | شيواتال إيجيوفور ("لحظة شنق سولمون نورثوب") | فوز           | [ 26 ] [ 27 ]                   |
| جوائز تحالف الصحفيات السينمائيات                      | 19 ديسمبر 2013  | جائزة لحظة لا تُنسى                                 | لوبيتا نيونغو ("لقطة باتسي والصابون") | رُشِّح           | [ 26 ] [ 27 ]                   |
| جوائز مهرجان السينما الأمريكية السوداء                | 19 فبراير 2014  | أفضل فيلم في السنة                                 | عبد لاثني عشر عاما | رُشِّح           | [ 28 ] [ 29 ]                   |
| جوائز مهرجان السينما الأمريكية السوداء                | 19 فبراير 2014  | أفضل مُخرج                                          | ستيف ماكوين | فوز           | [ 28 ] [ 29 ]                   |
| جوائز مهرجان السينما الأمريكية السوداء                | 19 فبراير 2014  | أفضل مُمثل                                          | شيواتال إيجيوفور | فوز           | [ 28 ] [ 29 ]                   |
| جوائز مهرجان السينما الأمريكية السوداء                | 19 فبراير 2014  | أفضل مُمثلة في دور مساعد                            | لوبيتا نيونغو | فوز           | [ 28 ] [ 29 ]                   |
| جوائز مهرجان السينما الأمريكية السوداء                | 19 فبراير 2014  | أفضل سيناريو                                       | جون ريدلي | فوز           | [ 28 ] [ 29 ]                   |
| جوائز مهرجان السينما الأمريكية السوداء                | 19 فبراير 2014  | أفضل أداء صاعد                                     | لوبيتا نيونغو | رُشِّح           | [ 28 ] [ 29 ]                   |
| جوائز مهرجان السينما الأمريكية السوداء                | 19 فبراير 2014  | استوديو السنة                                      | توينتيث سينشوري ستوديوز/فوكس سيرش لايت بيكتشرز (عبد لاثني عشر عاما، باغاج كلايم ‏، وبلاك ناتيفيتي)                                                                                                | رُشِّح           | [ 28 ] [ 29 ]                   |
| جوائز جمعية مونتيري السينما الأمريكية                 | 7 فبراير 2014 ‏  | أفضل مونتاج لفيلم طويل – فيلم درامي                | جو والكر | رُشِّح           | [ 30 ]                          |
| جوائز معهد الفيلم الأمريكي                            | 9 ديسمبر 2013 ‏  | أفضل 10 أفلام في السنة                             | عبد لاثني عشر عاما | فوز           | [ 20 ]                          |
| جوائز الجمعية الأمريكية للمصورين السينمائيين          | 2 فبراير 2014 ‏  | أفضل تصوير سينمائي لفيلم عُرض مسرحيا ‏               | شون بوبيت ‏ | رُشِّح           | [ 31 ]                          |
| نقابة مخرجي الفن                                      | 8 فبراير 2014   | التميز في تصميم الإنتاج                            | آدم ستوكهاوسن ‏ | رُشِّح           | [ 32 ]                          |
| جوائز جمعية أوستن لنقاد السينما ‏                      | 17 ديسمبر 2013  | أفضل 10 أفلام في 2013                              | عبد لاثني عشر عاما | المركز الثاني | [ 33 ] [ 34 ]                   |
| جوائز جمعية أوستن لنقاد السينما ‏                      | 17 ديسمبر 2013  | أفضل ممثل                                          | شيواتال إيجيوفور | فوز           | [ 33 ] [ 34 ]                   |
| جوائز جمعية أوستن لنقاد السينما ‏                      | 17 ديسمبر 2013  | أفضل ممثلة في دور مساعد                            | لوبيتا نيونغو | فوز           | [ 33 ] [ 34 ]                   |
| جوائز جمعية أوستن لنقاد السينما ‏                      | 17 ديسمبر 2013  | أفضل سيناريو مقتبس                                 | جون ريدلي | فوز           | [ 33 ] [ 34 ]                   |
| جوائز بلاك ريل ‏                                       | 13 فبراير 2014  | أفضل فيلم ‏                                         | عبد لاثني عشر عاما | فوز           | [ 35 ] [ 36 ]                   |
| جوائز بلاك ريل ‏                                       | 13 فبراير 2014  | أفضل مخرج ‏                                         | ستيف ماكوين | فوز           | [ 35 ] [ 36 ]                   |
| جوائز بلاك ريل ‏                                       | 13 فبراير 2014  | أفضل ممثل ‏                                         | شيواتال إيجيوفور | فوز           | [ 35 ] [ 36 ]                   |
| جوائز بلاك ريل ‏                                       | 13 فبراير 2014  | أفضل ممثلة في دور مساعد ‏                           | لوبيتا نيونغو | فوز           | [ 35 ] [ 36 ]                   |
| جوائز بلاك ريل ‏                                       | 13 فبراير 2014  | أفضل سيناريو مقتبس أو أصلي ‏                        | جون ريدلي | فوز           | [ 35 ] [ 36 ]                   |
| جوائز بلاك ريل ‏                                       | 13 فبراير 2014  | أفضل طاقم ‏                                         | طاقم فيلم عبد لاثني عشر عاما | فوز           | [ 35 ] [ 36 ]                   |
| جوائز بلاك ريل ‏                                       | 13 فبراير 2014  | أفضل موسيقى أصلية                                  | هانز زيمر | فوز           | [ 35 ] [ 36 ]                   |
| جوائز بلاك ريل ‏                                       | 13 فبراير 2014  | أفضل موسيقى أصلية أو مُقتبسة ‏                       | أليشيا كيز عن أغنية "ملكة الميدان" | رُشِّح           | [ 35 ] [ 36 ]                   |
| جوائز بلاك ريل ‏                                       | 13 فبراير 2014  | أفضل ممثلة صاعدة ‏                                  | لوبيتا نيونغو | فوز           | [ 35 ] [ 36 ]                   |
| جوائز جمعية بوسطن لنقاد السينما                       | 8 ديسمبر 2013 ‏  | أفضل فيلم ‏                                         | عبد لاثني عشر عاما | فوز           | [ 37 ]                          |
| جوائز جمعية بوسطن لنقاد السينما                       | 8 ديسمبر 2013 ‏  | أفضل مخرج ‏                                         | ستيف ماكوين | فوز           | [ 37 ]                          |
| جوائز جمعية بوسطن لنقاد السينما                       | 8 ديسمبر 2013 ‏  | أفضل ممثل ‏                                         | شيواتال إيجيوفور | فوز           | [ 37 ]                          |
| جوائز جمعية بوسطن لنقاد السينما                       | 8 ديسمبر 2013 ‏  | أفضل ممثلة في دور مساعد ‏                           | لوبيتا نيونغو | المركز الثاني | [ 37 ]                          |
| جوائز بريتانيا ‏                                       | 9 نوفمبر 2013   | أفضل فنان بريطاني في السنة                         | بيندكت كامبرباتش (عن أفلام عبد لاثني عشر عاما ومقاطعة أوساج والسلطة الخامسة والهوبيت: قفرة سموغ وستار تريك إلى الظلام)                                                                           | فوز           | [ 38 ]                          |
| جوائز الأكاديمية البريطانية للأفلام                   | 16 فبراير 2014  | أفضل فيلم                                          | عبد لاثني عشر عاما | فوز           | [ 17 ] [ 39 ]                   |
| جوائز الأكاديمية البريطانية للأفلام                   | 16 فبراير 2014  | أفضل مخرج ‏                                         | ستيف ماكوين | رُشِّح           | [ 17 ] [ 39 ]                   |
| جوائز الأكاديمية البريطانية للأفلام                   | 16 فبراير 2014  | أفضل ممثل                                          | شيواتال إيجيوفور | فوز           | [ 17 ] [ 39 ]                   |
| جوائز الأكاديمية البريطانية للأفلام                   | 16 فبراير 2014  | أفضل ممثل في دور مساعد                             | مايكل فاسبندر | رُشِّح           | [ 17 ] [ 39 ]                   |
| جوائز الأكاديمية البريطانية للأفلام                   | 16 فبراير 2014  | أفضل ممثلة في دور مساعد                            | لوبيتا نيونغو | رُشِّح           | [ 17 ] [ 39 ]                   |
| جوائز الأكاديمية البريطانية للأفلام                   | 16 فبراير 2014  | أفضل سيناريو مقتبس ‏                                | جون ريدلي | رُشِّح           | [ 17 ] [ 39 ]                   |
| جوائز الأكاديمية البريطانية للأفلام                   | 16 فبراير 2014  | أفضل تصوير سينمائي ‏                                | شون بوبيت ‏ | رُشِّح           | [ 17 ] [ 39 ]                   |
| جوائز الأكاديمية البريطانية للأفلام                   | 16 فبراير 2014  | أفضل موسيقى تصويرية                                | هانز زيمر | رُشِّح           | [ 17 ] [ 39 ]                   |
| جوائز الأكاديمية البريطانية للأفلام                   | 16 فبراير 2014  | أفضل تصميم إنتاج ‏                                  | آدم ستوكهاوسن ‏ وأليس بايكر ‏ | رُشِّح           | [ 17 ] [ 39 ]                   |
| جوائز الأكاديمية البريطانية للأفلام                   | 16 فبراير 2014  | أفضل مونتاج ‏                                       | جو والكر | رُشِّح           | [ 17 ] [ 39 ]                   |
| جوائز الأكاديمية البريطانية للأفلام                   | 16 فبراير 2014  | النجم الصاعد                                       | لوبيتا نيونغو | رُشِّح           | [ 17 ] [ 39 ]                   |
| جوائز جمعية نقاد البث السينمائي                       | 16 يناير 2014 ‏  | أفضل فيلم ‏                                         | عبد لاثني عشر عاما | فوز           | [ 40 ] [ 41 ]                   |
| جوائز جمعية نقاد البث السينمائي                       | 16 يناير 2014 ‏  | أفضل مخرج ‏                                         | ستيف ماكوين | رُشِّح           | [ 40 ] [ 41 ]                   |
| جوائز جمعية نقاد البث السينمائي                       | 16 يناير 2014 ‏  | أفضل ممثل                                          | شيواتال إيجيوفور | رُشِّح           | [ 40 ] [ 41 ]                   |
| جوائز جمعية نقاد البث السينمائي                       | 16 يناير 2014 ‏  | أفضل ممثل في دور مساعد ‏                            | مايكل فاسبندر | رُشِّح           | [ 40 ] [ 41 ]                   |
| جوائز جمعية نقاد البث السينمائي                       | 16 يناير 2014 ‏  | أفضل ممثلة في دور مساعد ‏                           | لوبيتا نيونغو | فوز           | [ 40 ] [ 41 ]                   |
| جوائز جمعية نقاد البث السينمائي                       | 16 يناير 2014 ‏  | أفضل طاقم تمثيل ‏                                   | عبد لاثني عشر عاما | رُشِّح           | [ 40 ] [ 41 ]                   |
| جوائز جمعية نقاد البث السينمائي                       | 16 يناير 2014 ‏  | أفضل سيناريو مقتبس ‏                                | جون ريدلي | فوز           | [ 40 ] [ 41 ]                   |
| جوائز جمعية نقاد البث السينمائي                       | 16 يناير 2014 ‏  | أفضل تصميم ديكور ‏                                  | آدم ستوكهاوسن ‏ وأليس بايكر ‏ | رُشِّح           | [ 40 ] [ 41 ]                   |
| جوائز جمعية نقاد البث السينمائي                       | 16 يناير 2014 ‏  | أفضل تصوير سينمائي ‏                                | شون بوبيت ‏ | رُشِّح           | [ 40 ] [ 41 ]                   |
| جوائز جمعية نقاد البث السينمائي                       | 16 يناير 2014 ‏  | أفضل تصميم أزياء ‏                                  | باتريسيا نوريس | رُشِّح           | [ 40 ] [ 41 ]                   |
| جوائز جمعية نقاد البث السينمائي                       | 16 يناير 2014 ‏  | أفضل مونتاج ‏                                       | جو والكر | رُشِّح           | [ 40 ] [ 41 ]                   |
| جوائز جمعية نقاد البث السينمائي                       | 16 يناير 2014 ‏  | أفضل مكياج ‏                                        | Ma Kalaadevi Ananda | رُشِّح           | [ 40 ] [ 41 ]                   |
| جوائز جمعية نقاد البث السينمائي                       | 16 يناير 2014 ‏  | أفضل أغنية ‏                                        | هانز زيمر | رُشِّح           | [ 40 ] [ 41 ]                   |
| جوائز المهرجان السينمائي الدولي لفن التصوير السينمائي | 23 نوفمبر 2013  | جائزة الضفدع الذهبي                                | عبد لاثني عشر عاما | رُشِّح           | [ 42 ]                          |
| جوائز كاستنغ سوسايتي أوف أمريكا ‏                      | 22 يناير 2015   | بيغ بادجيت دراما                                   | فرانسين مايزلر، ميغان لويز، ميليسا كوستنباودر | فوز           | [ 43 ] [ 44 ]                   |
| جوائز سيزار                                           | 20 فبراير 2015 ‏ | أفضل فيلم أجنبي                                    | عبد لاثني عشر عاما | رُشِّح           | [ 45 ]                          |
| جوائز جمعية شيكاغو لنقاد السينما                      | 16 ديسمبر 2013 ‏ | أفضل فيلم ‏                                         | عبد لاثني عشر عاما | فوز           | [ 46 ] [ 47 ]                   |
| جوائز جمعية شيكاغو لنقاد السينما                      | 16 ديسمبر 2013 ‏ | أفضل مخرج ‏                                         | ستيف ماكوين | فوز           | [ 46 ] [ 47 ]                   |
| جوائز جمعية شيكاغو لنقاد السينما                      | 16 ديسمبر 2013 ‏ | أفضل ممثل ‏                                         | شيواتال إيجيوفور | فوز           | [ 46 ] [ 47 ]                   |
| جوائز جمعية شيكاغو لنقاد السينما                      | 16 ديسمبر 2013 ‏ | أفضل ممثل في دور مساعد ‏                            | مايكل فاسبندر | رُشِّح           | [ 46 ] [ 47 ]                   |
| جوائز جمعية شيكاغو لنقاد السينما                      | 16 ديسمبر 2013 ‏ | أفضل ممثلة في دور مساعد ‏                           | لوبيتا نيونغو | فوز           | [ 46 ] [ 47 ]                   |
| جوائز جمعية شيكاغو لنقاد السينما                      | 16 ديسمبر 2013 ‏ | أفضل سيناريو مقتبس ‏                                | جون ريدلي | فوز           | [ 46 ] [ 47 ]                   |
| جوائز جمعية شيكاغو لنقاد السينما                      | 16 ديسمبر 2013 ‏ | أفضل موسيقى أصلية ‏                                 | هانز زيمر | رُشِّح           | [ 46 ] [ 47 ]                   |
| جوائز جمعية شيكاغو لنقاد السينما                      | 16 ديسمبر 2013 ‏ | أفضل تصوير سينمائي ‏                                | شون بوبيت ‏ | رُشِّح           | [ 46 ] [ 47 ]                   |
| جوائز جمعية شيكاغو لنقاد السينما                      | 16 ديسمبر 2013 ‏ | أفضل تصميم ديكور/تصميم إنتاج                       | آدم ستوكهاوسن ‏ وأليس بايكر ‏ | رُشِّح           | [ 46 ] [ 47 ]                   |
| جوائز جمعية شيكاغو لنقاد السينما                      | 16 ديسمبر 2013 ‏ | أفضل مونتاج                                        | جو والكر | رُشِّح           | [ 46 ] [ 47 ]                   |
| جوائز جمعية شيكاغو لنقاد السينما                      | 16 ديسمبر 2013 ‏ | أكثر نجم واعد                                      | لوبيتا نيونغو | رُشِّح           | [ 46 ] [ 47 ]                   |
| جوائز رابطة مصممي الأزياء ‏                            | 22 فبراير 2014  | التميز في فيلم الفترة                              | باتريسيا نوريس | فوز           | [ 48 ]                          |
| جوائز جمعية دالاس فورت وورث لنقاد السينما             | 16 ديسمبر 2013 ‏ | أفضل 10 أفلام ‏                                     | عبد لاثني عشر عاما | المركز الأول  | [ 49 ]                          |
| جوائز جمعية دالاس فورت وورث لنقاد السينما             | 16 ديسمبر 2013 ‏ | أفضل مخرج ‏                                         | ستيف ماكوين | 2nd Place     | [ 49 ]                          |
| جوائز جمعية دالاس فورت وورث لنقاد السينما             | 16 ديسمبر 2013 ‏ | أفضل ممثل ‏                                         | شيواتال إيجيوفور | 2nd Place     | [ 49 ]                          |
| جوائز جمعية دالاس فورت وورث لنقاد السينما             | 16 ديسمبر 2013 ‏ | أفضل ممثل في دور مساعد ‏                            | مايكل فاسبندر | 2nd Place     | [ 49 ]                          |
| جوائز جمعية دالاس فورت وورث لنقاد السينما             | 16 ديسمبر 2013 ‏ | أفضل ممثلة في دور مساعد ‏                           | لوبيتا نيونغو | 1st Place     | [ 49 ]                          |
| جوائز جمعية دالاس فورت وورث لنقاد السينما             | 16 ديسمبر 2013 ‏ | أفضل سيناريو ‏                                      | جون ريدلي | 1st Place     | [ 49 ]                          |
| جوائز جمعية دالاس فورت وورث لنقاد السينما             | 16 ديسمبر 2013 ‏ | أفضل تصوير سينمائي ‏                                | شون بوبيت ‏ | 2nd Place     | [ 49 ]                          |
| جوائز ديفيد دي دوناتيلو                               | 10 يونيو 2014   | أفضل فيلم أجنبي ‏                                   | عبد لاثني عشر عاما | رُشِّح           | [ 50 ]                          |
| جوائز مجتمع ديترويت لنقاد السينما ‏                    | 13 ديسمبر 2013  | أفضل فيلم                                          | عبد لاثني عشر عاما | رُشِّح           | [ 51 ]                          |
| جوائز مجتمع ديترويت لنقاد السينما ‏                    | 13 ديسمبر 2013  | أفضل ممثل                                          | شيواتال إيجيوفور | رُشِّح           | [ 51 ]                          |
| جوائز مجتمع ديترويت لنقاد السينما ‏                    | 13 ديسمبر 2013  | أفضل ممثلة في دور مساعد                            | لوبيتا نيونغو | رُشِّح           | [ 51 ]                          |
| جوائز مجتمع ديترويت لنقاد السينما ‏                    | 13 ديسمبر 2013  | أفضل أداء جماعي                                    | عبد لاثني عشر عاما | رُشِّح           | [ 51 ]                          |
| جوائز نقابة المخرجين الأمريكيين                       | 25 يناير 2014 ‏  | أفضل إخراج لفيلم طويل ‏                             | ستيف ماكوين | رُشِّح           | [ 19 ]                          |
| جوائز مهرجان دبلن السينمائي الدولي ‏                   | 17 ديسمبر 2014  | أفضل 10 أفلام                                      | عبد لاثني عشر عاما | المركز الخامس | [ 52 ]                          |
| جوائز مهرجان دبلن السينمائي الدولي ‏                   | 17 ديسمبر 2014  | أفضل مخرج                                          | ستيف ماكوين | المركز السابع | [ 52 ]                          |
| جوائز مهرجان دبلن السينمائي الدولي ‏                   | 17 ديسمبر 2014  | أفضل ممثل                                          | شيواتال إيجيوفور (بالاشتراك مع توم هاردي عن فيلم لوك وخواكين فينيكس عن فيلم هي وبيل هادر عن فيلم The Skeleton Twins)                                                                             | المركز العاشر | [ 52 ]                          |
| جوائز إمباير                                          | 30 مارس 2014 ‏   | أفضل فيلم                                          | عبد لاثني عشر عاما | رُشِّح           | [ 53 ] [ 54 ]                   |
| جوائز إمباير                                          | 30 مارس 2014 ‏   | أفضل مخرج                                          | ستيف ماكوين | رُشِّح           | [ 53 ] [ 54 ]                   |
| جوائز إمباير                                          | 30 مارس 2014 ‏   | أفضل ممثل                                          | شيواتال إيجيوفور | رُشِّح           | [ 53 ] [ 54 ]                   |
| جوائز إمباير                                          | 30 مارس 2014 ‏   | أفضل ممثل في دور مساعد                             | مايكل فاسبندر | فوز           | [ 53 ] [ 54 ]                   |
| جوائز إمباير                                          | 30 مارس 2014 ‏   | أفضل ممثلة في دور مساعد ‏                           | لوبيتا نيونغو | رُشِّح           | [ 53 ] [ 54 ]                   |
| جوائز إمباير                                          | 30 مارس 2014 ‏   | أفضل نجمة قادمة ‏                                   | لوبيتا نيونغو | رُشِّح           | [ 53 ] [ 54 ]                   |
| جوائز جمعية فلوريدا لنقاد السينما ‏                    | 18 ديسمبر 2013  | أفضل فيلم ‏                                         | عبد لاثني عشر عاما | فوز           | [ 55 ]                          |
| جوائز جمعية فلوريدا لنقاد السينما ‏                    | 18 ديسمبر 2013  | أفضل مخرج ‏                                         | ستيف ماكوين | فوز           | [ 55 ]                          |
| جوائز جمعية فلوريدا لنقاد السينما ‏                    | 18 ديسمبر 2013  | أفضل ممثل ‏                                         | شيواتال إيجيوفور | فوز           | [ 55 ]                          |
| جوائز جمعية فلوريدا لنقاد السينما ‏                    | 18 ديسمبر 2013  | أفضل ممثل في دور مساعد ‏                            | مايكل فاسبندر | المركز الثاني | [ 55 ]                          |
| جوائز جمعية فلوريدا لنقاد السينما ‏                    | 18 ديسمبر 2013  | أفضل ممثلة في دور مساعد ‏                           | لوبيتا نيونغو | فوز           | [ 55 ]                          |
| جوائز جمعية فلوريدا لنقاد السينما ‏                    | 18 ديسمبر 2013  | أفضل سيناريو مقتبس ‏                                | جون ريدلي | فوز           | [ 55 ]                          |
| جوائز جمعية فلوريدا لنقاد السينما ‏                    | 18 ديسمبر 2013  | جائزة باولين كايل للنجم الصاعد                     | لوبيتا نيونغو | فوز           | [ 55 ]                          |
| جوائز دوريان                                          | 21 يناير 2014   | فيلم السنة                                         | عبد لاثني عشر عاما | فوز           | [ 56 ] [ 57 ]                   |
| جوائز دوريان                                          | 21 يناير 2014   | أفضل ممثل في السنة                                 | شيواتال إيجيوفور | رُشِّح           | [ 56 ] [ 57 ]                   |
| جوائز دوريان                                          | 21 يناير 2014   | أفضل ممثلة في السنة                                | لوبيتا نيونغو | رُشِّح           | [ 56 ] [ 57 ]                   |
| جوائز دوريان                                          | 21 يناير 2014   | جائزة النجم الصاعد                                 | لوبيتا نيونغو | رُشِّح           | [ 56 ] [ 57 ]                   |
| جوائز دوريان                                          | 21 يناير 2014   | فنان السنة                                         | ستيف ماكوين | رُشِّح           | [ 56 ] [ 57 ]                   |
| جوائز الغولدن غلوب                                    | 12 يناير 2014   | أفضل فيلم درامي                                    | عبد لاثني عشر عاما | فوز           | [ 16 ] [ 58 ]                   |
| جوائز الغولدن غلوب                                    | 12 يناير 2014   | أفضل مخرج في فيلم                                  | ستيف ماكوين | رُشِّح           | [ 16 ] [ 58 ]                   |
| جوائز الغولدن غلوب                                    | 12 يناير 2014   | أفضل أداء لممثل في فيلم درامي                      | شيواتال إيجيوفور | رُشِّح           | [ 16 ] [ 58 ]                   |
| جوائز الغولدن غلوب                                    | 12 يناير 2014   | أفضل ممثل ثانوي في فيلم                            | مايكل فاسبندر | رُشِّح           | [ 16 ] [ 58 ]                   |
| جوائز الغولدن غلوب                                    | 12 يناير 2014   | أفضل أداء لممثلة في دور مساعد في فيلم              | لوبيتا نيونغو | رُشِّح           | [ 16 ] [ 58 ]                   |
| جوائز الغولدن غلوب                                    | 12 يناير 2014   | أفضل سيناريو في فيلم                               | جون ريدلي | رُشِّح           | [ 16 ] [ 58 ]                   |
| جوائز الغولدن غلوب                                    | 12 يناير 2014   | أفضل موسيقى تصويرية في فيلم                        | هانز زيمر | رُشِّح           | [ 16 ] [ 58 ]                   |
| جوائز الطماطم الذهبية                                 | 9 يناير 2014    | إصدار على نطاق واسع                                | عبد لاثني عشر عاما | المركز الثاني | [ 59 ] [ 60 ]                   |
| جوائز الطماطم الذهبية                                 | 9 يناير 2014    | أفضل فيلم درامي                                    | عبد لاثني عشر عاما | فوز           | [ 59 ] [ 60 ]                   |
| جوائز غوثام                                           | 2 ديسمبر 2013 ‏  | جائزة الجمهور                                      | عبد لاثني عشر عاما | رُشِّح           | [ 61 ]                          |
| جوائز غوثام                                           | 2 ديسمبر 2013 ‏  | أفضل فيلم طويل ‏                                    | عبد لاثني عشر عاما | رُشِّح           | [ 61 ]                          |
| جوائز غوثام                                           | 2 ديسمبر 2013 ‏  | أفضل ممثل ‏                                         | شيواتال إيجيوفور | رُشِّح           | [ 61 ]                          |
| جوائز غوثام                                           | 2 ديسمبر 2013 ‏  | النجم الصاعد ‏                                      | لوبيتا نيونغو | رُشِّح           | [ 61 ]                          |
| جوائز الغارديان للسينما                               | 6 مارس 2014     | أفضل فيلم                                          | عبد لاثني عشر عاما | رُشِّح           | [ 62 ] [ 63 ]                   |
| جوائز الغارديان للسينما                               | 6 مارس 2014     | أفضل مخرج                                          | ستيف ماكوين | فوز           | [ 62 ] [ 63 ]                   |
| جوائز الغارديان للسينما                               | 6 مارس 2014     | أفضل ممثل                                          | شيواتال إيجيوفور | رُشِّح           | [ 62 ] [ 63 ]                   |
| جوائز الغارديان للسينما                               | 6 مارس 2014     | أفضل ممثل في دور مساعد                             | مايكل فاسبندر | رُشِّح           | [ 62 ] [ 63 ]                   |
| جوائز الغارديان للسينما                               | 6 مارس 2014     | أفضل ممثل في دور مساعد                             | لوبيتا نيونغو | رُشِّح           | [ 62 ] [ 63 ]                   |
| جوائز الغارديان للسينما                               | 6 مارس 2014     | أفضل مشهد                                          | "لقطة باتسي والصابون" | رُشِّح           | [ 62 ] [ 63 ]                   |
| جوائز الغارديان للسينما                               | 6 مارس 2014     | أفضل حوار                                          | ليزا بينيت | رُشِّح           | [ 62 ] [ 63 ]                   |
| جوائز الغارديان للسينما                               | 6 مارس 2014     | أكبر مُغير للعبة                                    | عبد لاثني عشر عاما | رُشِّح           | [ 62 ] [ 63 ]                   |
| جوائز الخنفساء الذهبية                                | 20 يناير 2014 ‏  | أفضل فيلم أجنبي                                    | عبد لاثني عشر عاما | رُشِّح           | [ 64 ]                          |
| جوائز مهرجان هامبتونس السينمائي الدولي ‏               | 20 أكتوبر 2013  | النجم الصاعد                                       | لوبيتا نيونغو | فوز           | [ 65 ]                          |
| جوائز مهرجان هوليوود السينمائي                        | 20 أكتوبر 2013 ‏ | الإخراج المميز                                     | ستيف ماكوين | فوز           | [ 66 ]                          |
| جوائز مهرجان هوليوود السينمائي                        | 20 أكتوبر 2013 ‏ | جائزة نيو هوليوود                                  | لوبيتا نيونغو | فوز           | [ 66 ]                          |
| جوائز جمعية هيوستن لنقاد السينما                      | 15 ديسمبر 2013 ‏ | أفضل فيلم                                          | عبد لاثني عشر عاما | فوز           | [ 67 ] [ 68 ]                   |
| جوائز جمعية هيوستن لنقاد السينما                      | 15 ديسمبر 2013 ‏ | أفضل مخرج                                          | ستيف ماكوين | رُشِّح           | [ 67 ] [ 68 ]                   |
| جوائز جمعية هيوستن لنقاد السينما                      | 15 ديسمبر 2013 ‏ | أفضل ممثل                                          | شيواتال إيجيوفور | فوز           | [ 67 ] [ 68 ]                   |
| جوائز جمعية هيوستن لنقاد السينما                      | 15 ديسمبر 2013 ‏ | أفضل ممثل في دور مساعد                             | مايكل فاسبندر | رُشِّح           | [ 67 ] [ 68 ]                   |
| جوائز جمعية هيوستن لنقاد السينما                      | 15 ديسمبر 2013 ‏ | أفضل ممثلة في دور مساعد                            | لوبيتا نيونغو | فوز           | [ 67 ] [ 68 ]                   |
| جوائز جمعية هيوستن لنقاد السينما                      | 15 ديسمبر 2013 ‏ | أفضل سيناريو                                       | جون ريدلي | فوز           | [ 67 ] [ 68 ]                   |
| جوائز جمعية هيوستن لنقاد السينما                      | 15 ديسمبر 2013 ‏ | أفضل تصوير سينمائي                                 | شون بوبيت ‏ | رُشِّح           | [ 67 ] [ 68 ]                   |
| جوائز جمعية هيوستن لنقاد السينما                      | 15 ديسمبر 2013 ‏ | أفضل موسيقى أصلية                                  | هانز زيمر | رُشِّح           | [ 67 ] [ 68 ]                   |
| جوائز الروح المستقلة                                  | 1 مارس 2014 ‏    | أفضل فيلم طويل ‏                                    | عبد لاثني عشر عاما | فوز           | [ 69 ] [ 70 ]                   |
| جوائز الروح المستقلة                                  | 1 مارس 2014 ‏    | أفضل مخرج                                          | ستيف ماكوين | فوز           | [ 69 ] [ 70 ]                   |
| جوائز الروح المستقلة                                  | 1 مارس 2014 ‏    | أفضل ممثل رئيسي                                    | شيواتال إيجيوفور | رُشِّح           | [ 69 ] [ 70 ]                   |
| جوائز الروح المستقلة                                  | 1 مارس 2014 ‏    | أفضل ممثلة مساعدة                                  | لوبيتا نيونغو | فوز           | [ 69 ] [ 70 ]                   |
| جوائز الروح المستقلة                                  | 1 مارس 2014 ‏    | أفضل ممثل مساعد                                    | مايكل فاسبندر | رُشِّح           | [ 69 ] [ 70 ]                   |
| جوائز الروح المستقلة                                  | 1 مارس 2014 ‏    | أفضل سيناريو ‏                                      | جون ريدلي | فوز           | [ 69 ] [ 70 ]                   |
| جوائز الروح المستقلة                                  | 1 مارس 2014 ‏    | أفضل تصوير سينمائي ‏                                | شون بوبيت ‏ | فوز           | [ 69 ] [ 70 ]                   |
| جوائز أونلاين بول لنقاد السينما ‏                      | 25 يناير 2015   | أفضل فيلم                                          | عبد لاثني عشر عاما | رُشِّح           | [ 71 ]                          |
| جوائز أونلاين بول لنقاد السينما ‏                      | 25 يناير 2015   | أفضل 10 أفلام                                      | عبد لاثني عشر عاما | فوز           | [ 71 ]                          |
| جوائز أونلاين بول لنقاد السينما ‏                      | 25 يناير 2015   | أفضل ممثلة في دور مساعد                            | لوبيتا نيونغو | رُشِّح           | [ 71 ]                          |
| جوائز أونلاين بول لنقاد السينما ‏                      | 25 يناير 2015   | أفضل أداء جماعي                                    | عبد لاثني عشر عاما | رُشِّح           | [ 71 ]                          |
| جوائز أونلاين بول لنقاد السينما ‏                      | 25 يناير 2015   | أفضل سيناريو مقتبس                                 | جون ريدلي | فوز           | [ 71 ]                          |
| جوائز الأكاديمية الآيرلندية للسينما والتلفزيون ‏       | 5 أبريل 2014 ‏   | أفضل ممثل في دور مساعد                             | مايكل فاسبندر | فوز           | [ 72 ] [ 73 ]                   |
| جوائز الأكاديمية الآيرلندية للسينما والتلفزيون ‏       | 5 أبريل 2014 ‏   | أفضل فيلم دولي                                     | عبد لاثني عشر عاما | رُشِّح           | [ 72 ] [ 73 ]                   |
| جوائز الأكاديمية الآيرلندية للسينما والتلفزيون ‏       | 5 أبريل 2014 ‏   | أفضل ممثل دولي                                     | شيواتال إيجيوفور | فوز           | [ 72 ] [ 73 ]                   |
| جوائز دائرة نقاد لندن                                 | 2 فبراير 2014 ‏  | أفضل فيلم                                          | عبد لاثني عشر عاما | فوز           | [ 74 ] [ 75 ]                   |
| جوائز دائرة نقاد لندن                                 | 2 فبراير 2014 ‏  | أفضل مخرج ‏                                         | ستيف ماكوين | رُشِّح           | [ 74 ] [ 75 ]                   |
| جوائز دائرة نقاد لندن                                 | 2 فبراير 2014 ‏  | أفضل ممثل ‏                                         | شيواتال إيجيوفور | فوز           | [ 74 ] [ 75 ]                   |
| جوائز دائرة نقاد لندن                                 | 2 فبراير 2014 ‏  | أفضل ممثل في دور مساعد ‏                            | مايكل فاسبندر | رُشِّح           | [ 74 ] [ 75 ]                   |
| جوائز دائرة نقاد لندن                                 | 2 فبراير 2014 ‏  | أفضل ممثلة في دور مساعد ‏                           | لوبيتا نيونغو | فوز           | [ 74 ] [ 75 ]                   |
| جوائز دائرة نقاد لندن                                 | 2 فبراير 2014 ‏  | أفضل ممثل بريطاني في السنة ‏                        | شيواتال إيجيوفور | رُشِّح           | [ 74 ] [ 75 ]                   |
| جوائز دائرة نقاد لندن                                 | 2 فبراير 2014 ‏  | أفضل ممثل بريطاني في السنة ‏                        | مايكل فاسبندر (عبد لاثني عشر عاما والمستشار) | رُشِّح           | [ 74 ] [ 75 ]                   |
| جوائز دائرة نقاد لندن                                 | 2 فبراير 2014 ‏  | أفضل سيناريو                                       | جون ريدلي | رُشِّح           | [ 74 ] [ 75 ]                   |
| جوائز دائرة نقاد لندن                                 | 2 فبراير 2014 ‏  | جائزة الإنجاز التفني                               | شون بوبيت ‏ (تصوير سينمائي) | رُشِّح           | [ 74 ] [ 75 ]                   |
| جوائز جمعية نقاد السينما في لوس أنجلوس                | 8 ديسمبر 2013 ‏  | أفضل ممثل ‏                                         | شيواتال إيجيوفور | المركز الثاني | [ 76 ]                          |
| جوائز جمعية نقاد السينما في لوس أنجلوس                | 8 ديسمبر 2013 ‏  | أفضل ممثلة في دور مساعد ‏                           | لوبيتا نيونغو | فوز           | [ 76 ]                          |
| جوائز جمعية نقاد السينما في لوس أنجلوس                | 8 ديسمبر 2013 ‏  | ذكر خاص                                            | طاقم فيلم عبد لاثني عشر عاما | فوز           | [ 76 ]                          |
| جوائز مهرجان ميل فالي السينمائي ‏                      | 11 أكتوبر 2013  | اختيار الجمهور المفضل                              | عبد لاثني عشر عاما | فوز           | [ 77 ] [ 78 ]                   |
| جوائز مهرجان ميل فالي السينمائي ‏                      | 11 أكتوبر 2013  | جائزة المهرجان ‏                                    | ستيف ماكوين وشيواتال إيجيوفور | فوز           | [ 77 ] [ 78 ]                   |
| جوائز رابطة مونتيري الصوت في الأفلام ‏                 | 16 فبراير 2014  | أفضل مونتاج صوتي: الموسيقى التصويرية في فيلم روائي | كاثرينا شيلر | رُشِّح           | [ 79 ] [ 80 ]                   |
| جوائز رابطة مونتيري الصوت في الأفلام ‏                 | 16 فبراير 2014  | أفضل مونتاج صوتي: المؤثرات الصوتية في فيلم روائي   | ريان كولينز وروبرت جاكسون | رُشِّح           | [ 79 ] [ 80 ]                   |
| جوائز رابطة مونتيري الصوت في الأفلام ‏                 | 16 فبراير 2014  | أفضل مونتاج صوتي: الحوار في فيلم روائي             | ريان كولينز | رُشِّح           | [ 79 ] [ 80 ]                   |
| جوائز إم تي في للأفلام                                | 13 أبريل 2014 ‏  | فيلم السنة                                         | عبد لاثني عشر عاما | رُشِّح           | [ 81 ]                          |
| جوائز إم تي في للأفلام                                | 13 أبريل 2014 ‏  | أفضل أداء رجالي                                    | شيواتال إيجيوفور | رُشِّح           | [ 81 ]                          |
| جوائز إم تي في للأفلام                                | 13 أبريل 2014 ‏  | أفضل أداء نسائي                                    | لوبيتا نيونغو | رُشِّح           | [ 81 ]                          |
| جوائز إم تي في للأفلام                                | 13 أبريل 2014 ‏  | أفضل شرير                                          | مايكل فاسبندر | رُشِّح           | [ 81 ]                          |
| جوائز إن آي آي سي بي إيميج                            | 22 فبراير 2014 ‏ | أفضل فيلم ‏                                         | عبد لاثني عشر عاما | فوز           | [ 82 ] [ 83 ]                   |
| جوائز إن آي آي سي بي إيميج                            | 22 فبراير 2014 ‏ | أفضل مخرج في فيلم                                  | ستيف ماكوين | فوز           | [ 82 ] [ 83 ]                   |
| جوائز إن آي آي سي بي إيميج                            | 22 فبراير 2014 ‏ | أفضل كاتب في فيلم                                  | جون ريدلي | فوز           | [ 82 ] [ 83 ]                   |
| جوائز إن آي آي سي بي إيميج                            | 22 فبراير 2014 ‏ | أفضل ممثل في فيلم ‏                                 | شيواتال إيجيوفور | رُشِّح           | [ 82 ] [ 83 ]                   |
| جوائز إن آي آي سي بي إيميج                            | 22 فبراير 2014 ‏ | أفضل ممثلة مساعدة في فيلم ‏                         | ألفري وودارد | رُشِّح           | [ 82 ] [ 83 ]                   |
| جوائز إن آي آي سي بي إيميج                            | 22 فبراير 2014 ‏ | أفضل ممثلة مساعدة في فيلم ‏                         | لوبيتا نيونغو | فوز           | [ 82 ] [ 83 ]                   |
| المجلس الوطني للمراجعة                                | 4 ديسمبر 2013 ‏  | أفضل 10 أفلام ‏                                     | عبد لاثني عشر عاما | فوز           | [ 84 ]                          |
| جوائز الجمعية الوطنية لنقاد السينما ‏                  | 4 يناير 2014 ‏   | أفضل فيلم ‏                                         | عبد لاثني عشر عاما | المركز الثاني | [ 85 ]                          |
| جوائز الجمعية الوطنية لنقاد السينما ‏                  | 4 يناير 2014 ‏   | أفضل مخرج ‏                                         | ستيف ماكوين | المركز الثاني | [ 85 ]                          |
| جوائز الجمعية الوطنية لنقاد السينما ‏                  | 4 يناير 2014 ‏   | أفضل ممثل ‏                                         | شيواتال إيجيوفور | المركز الثاني | [ 85 ]                          |
| جوائز الجمعية الوطنية لنقاد السينما ‏                  | 4 يناير 2014 ‏   | أفضل ممثلة في دور مساعد ‏                           | لوبيتا نيونغو | المركز الثاني | [ 85 ]                          |
| جوائز دائرة نيويورك لنقاد السينما ‏                    | 3 ديسمبر 2013 ‏  | أفضل فيلم ‏                                         | عبد لاثني عشر عاما | المركز الثاني | [ 86 ] [ 87 ]                   |
| جوائز دائرة نيويورك لنقاد السينما ‏                    | 3 ديسمبر 2013 ‏  | أفضل مخرج ‏                                         | ستيف ماكوين | فوز           | [ 86 ] [ 87 ]                   |
| جوائز دائرة نيويورك لنقاد السينما ‏                    | 3 ديسمبر 2013 ‏  | أفضل ممثل ‏                                         | شيواتال إيجيوفور | المركز الثاني | [ 86 ] [ 87 ]                   |
| جوائز دائرة نيويورك لنقاد السينما ‏                    | 3 ديسمبر 2013 ‏  | أفضل ممثل في دور مساعد ‏                            | مايكل فاسبندر | المركز الثاني | [ 86 ] [ 87 ]                   |
| جوائز دائرة نيويورك لنقاد السينما ‏                    | 3 ديسمبر 2013 ‏  | أفضل ممثلة في دور مساعد ‏                           | لوبيتا نيونغو | المركز الثاني | [ 86 ] [ 87 ]                   |
| جوائز دائرة نيويورك أونلاين لنقاد السينما ‏            | 8 ديسمبر 2013   | أفضل الأفلام                                       | عبد لاثني عشر عاما | فوز           | [ 88 ]                          |
| جوائز دائرة نيويورك أونلاين لنقاد السينما ‏            | 8 ديسمبر 2013   | أفضل ممثل                                          | عبد لاثني عشر عاما | فوز           | [ 88 ]                          |
| جوائز دائرة نيويورك أونلاين لنقاد السينما ‏            | 8 ديسمبر 2013   | أفضل ممثل                                          | شيواتال إيجيوفور | فوز           | [ 88 ]                          |
| جوائز دائرة نيويورك أونلاين لنقاد السينما ‏            | 8 ديسمبر 2013   | أفضل ممثلة في دور مساعد                            | لوبيتا نيونغو | فوز           | [ 88 ]                          |
| جوائز جمعية أونلاين لنقاد السينما ‏                    | 16 ديسمبر 2013 ‏ | أفضل فيلم ‏                                         | عبد لاثني عشر عاما | فوز           | [ 89 ] [ 90 ]                   |
| جوائز جمعية أونلاين لنقاد السينما ‏                    | 16 ديسمبر 2013 ‏ | أفضل مخرج ‏                                         | ستيف ماكوين | رُشِّح           | [ 89 ] [ 90 ]                   |
| جوائز جمعية أونلاين لنقاد السينما ‏                    | 16 ديسمبر 2013 ‏ | أفضل ممثل ‏                                         | شيواتال إيجيوفور | فوز           | [ 89 ] [ 90 ]                   |
| جوائز جمعية أونلاين لنقاد السينما ‏                    | 16 ديسمبر 2013 ‏ | أفضل ممثل في دور مساعد ‏                            | مايكل فاسبندر | فوز           | [ 89 ] [ 90 ]                   |
| جوائز جمعية أونلاين لنقاد السينما ‏                    | 16 ديسمبر 2013 ‏ | أفضل ممثلة في دور مساعد ‏                           | لوبيتا نيونغو | فوز           | [ 89 ] [ 90 ]                   |
| جوائز جمعية أونلاين لنقاد السينما ‏                    | 16 ديسمبر 2013 ‏ | أفضل سيناريو مقتبس ‏                                | جون ريدلي | فوز           | [ 89 ] [ 90 ]                   |
| جوائز جمعية أونلاين لنقاد السينما ‏                    | 16 ديسمبر 2013 ‏ | أفضل تصوير سينمائي ‏                                | شون بوبيت ‏ | رُشِّح           | [ 89 ] [ 90 ]                   |
| جوائز جمعية أونلاين لنقاد السينما ‏                    | 16 ديسمبر 2013 ‏ | أفضل مونتاج ‏                                       | جو والكر | رُشِّح           | [ 89 ] [ 90 ]                   |
| جوائز مهرجان بالم سبرينغس الدولي ‏                     | 13 يناير 2014   | جائزة مُخرج السنة                                   | ستيف ماكوين | فوز           | [ 91 ] [ 92 ]                   |
| جوائز مهرجان بالم سبرينغس الدولي ‏                     | 13 يناير 2014   | أفضل أداء لنجم صاعد                                | لوبيتا نيونغو | فوز           | [ 91 ] [ 92 ]                   |
| جوائز نقابة المنتجين في أمريكا ‏                       | 19 يناير 2014 ‏  | أفضل فيلم ‏                                         | أنثوني كاتاغاس ‏ وجيريمي كلاينر وستيف ماكوين وبراد بيت وديدي غاردنر (بالاشتراك مع ألفونسو كوارون وديفيد هيمان عن فيلم جاذبية)                                                                     | فوز (مُناصفة)  | [ 18 ]                          |
| جوائز جمعية سان دييغو لنقاد السينما ‏                  | 11 ديسمبر 2013  | أفضل فيلم ‏                                         | عبد لاثني عشر عاما | رُشِّح           | [ 93 ]                          |
| جوائز جمعية سان دييغو لنقاد السينما ‏                  | 11 ديسمبر 2013  | أفضل مخرج ‏                                         | ستيف ماكوين | رُشِّح           | [ 93 ]                          |
| جوائز جمعية سان دييغو لنقاد السينما ‏                  | 11 ديسمبر 2013  | أفضل ممثل ‏                                         | شيواتال إيجيوفور | رُشِّح           | [ 93 ]                          |
| جوائز جمعية سان دييغو لنقاد السينما ‏                  | 11 ديسمبر 2013  | أفضل ممثل في دور مساعد ‏                            | مايكل فاسبندر | رُشِّح           | [ 93 ]                          |
| جوائز جمعية سان دييغو لنقاد السينما ‏                  | 11 ديسمبر 2013  | أفضل ممثلة في دور مساعد ‏                           | لوبيتا نيونغو | رُشِّح           | [ 93 ]                          |
| جوائز جمعية سان دييغو لنقاد السينما ‏                  | 11 ديسمبر 2013  | أفضل سيناريو مقتبس ‏                                | جون ريدلي | رُشِّح           | [ 93 ]                          |
| جوائز جمعية سان دييغو لنقاد السينما ‏                  | 11 ديسمبر 2013  | أفضل طاقم ‏                                         | عبد لاثني عشر عاما | رُشِّح           | [ 93 ]                          |
| جوائز جمعية سان دييغو لنقاد السينما ‏                  | 11 ديسمبر 2013  | أفضل مونتاج ‏                                       | جو والكر | رُشِّح           | [ 93 ]                          |
| جوائز جمعية سان دييغو لنقاد السينما ‏                  | 11 ديسمبر 2013  | أفضل موسيقى تصويرية                                | هانز زيمر | رُشِّح           | [ 93 ]                          |
| جوائز جمعية سان دييغو لنقاد السينما ‏                  | 11 ديسمبر 2013  | أفضل تصميم إنتاج                                   | آدم ستوكهاوسن ‏ وأليس بايكر ‏ | رُشِّح           | [ 93 ]                          |
| جوائز دائرة سان فرانسيسكو لنقاد السينما ‏              | 15 ديسمبر 2013  | أفضل فيلم                                          | عبد لاثني عشر عاما | فوز           | [ 94 ] [ 95 ]                   |
| جوائز دائرة سان فرانسيسكو لنقاد السينما ‏              | 15 ديسمبر 2013  | أفضل مخرج                                          | ستيف ماكوين | رُشِّح           | [ 94 ] [ 95 ]                   |
| جوائز دائرة سان فرانسيسكو لنقاد السينما ‏              | 15 ديسمبر 2013  | أفضل ممثل                                          | شيواتال إيجيوفور | فوز           | [ 94 ] [ 95 ]                   |
| جوائز دائرة سان فرانسيسكو لنقاد السينما ‏              | 15 ديسمبر 2013  | أفضل ممثل في دور مساعد                             | مايكل فاسبندر | رُشِّح           | [ 94 ] [ 95 ]                   |
| جوائز دائرة سان فرانسيسكو لنقاد السينما ‏              | 15 ديسمبر 2013  | أفضل ممثلة في دور مساعد                            | لوبيتا نيونغو | رُشِّح           | [ 94 ] [ 95 ]                   |
| جوائز دائرة سان فرانسيسكو لنقاد السينما ‏              | 15 ديسمبر 2013  | أفضل سيناريو مقتبس                                 | جون ريدلي | فوز           | [ 94 ] [ 95 ]                   |
| جوائز دائرة سان فرانسيسكو لنقاد السينما ‏              | 15 ديسمبر 2013  | أفضل تصوير سينمائي                                 | شون بوبيت ‏ | رُشِّح           | [ 94 ] [ 95 ]                   |
| جوائز دائرة سان فرانسيسكو لنقاد السينما ‏              | 15 ديسمبر 2013  | أفضل مونتاج                                        | جو والكر | رُشِّح           | [ 94 ] [ 95 ]                   |
| جوائز دائرة سان فرانسيسكو لنقاد السينما ‏              | 15 ديسمبر 2013  | أفضل تصميم أزياء                                   | آدم ستوكهاوسن ‏ | رُشِّح           | [ 94 ] [ 95 ]                   |
| جوائز ساتالايت                                        | 23 فبراير 2014 ‏ | أفضل فيلم ‏                                         | عبد لاثني عشر عاما | فوز           | [ 96 ] [ 97 ]                   |
| جوائز ساتالايت                                        | 23 فبراير 2014 ‏ | أفضل مُخرج ‏                                         | ستيف ماكوين | فوز           | [ 96 ] [ 97 ]                   |
| جوائز ساتالايت                                        | 23 فبراير 2014 ‏ | أفضل ممثل في فيلم ‏                                 | شيواتال إيجيوفور | رُشِّح           | [ 96 ] [ 97 ]                   |
| جوائز ساتالايت                                        | 23 فبراير 2014 ‏ | أفضل ممثل في دور مساعد في فيلم ‏                    | مايكل فاسبندر | رُشِّح           | [ 96 ] [ 97 ]                   |
| جوائز ساتالايت                                        | 23 فبراير 2014 ‏ | أفضل ممثلة مساعدة في فيلم ‏                         | لوبيتا نيونغو | رُشِّح           | [ 96 ] [ 97 ]                   |
| جوائز ساتالايت                                        | 23 فبراير 2014 ‏ | أفضل سيناريو مقتبس ‏                                | جون ريدلي | رُشِّح           | [ 96 ] [ 97 ]                   |
| جوائز ساتالايت                                        | 23 فبراير 2014 ‏ | أفضل تصوير سينمائي ‏                                | شون بوبيت | رُشِّح           | [ 96 ] [ 97 ]                   |
| جوائز ساتالايت                                        | 23 فبراير 2014 ‏ | أفضل تصميم أزياء ‏                                  | باتريسيا نوريس | رُشِّح           | [ 96 ] [ 97 ]                   |
| جوائز ساتالايت                                        | 23 فبراير 2014 ‏ | أفضل مونتاج ‏                                       | جو والكر | رُشِّح           | [ 96 ] [ 97 ]                   |
| جوائز ساتالايت                                        | 23 فبراير 2014 ‏ | أفضل موسيقى أصلية ‏                                 | هانز زيمر | رُشِّح           | [ 96 ] [ 97 ]                   |
| جوائز زحل                                             | 26 يونيو 2014 ‏  | أفضل فيلم مستقل ‏                                   | عبد لاثني عشر عاما | فوز           | [ 98 ] [ 99 ]                   |
| جوائز نقابة ممثلي الشاشة                              | 18 يناير 2014 ‏  | أفضل أداء جماعي ‏                                   | بيندكت كامبرباتش وبول دانو وغاريت ديلاهونت وشيواتال إيجيوفور ومايكل فاسبندر وبول جياماتي}} وسكوت مكنيري ولوبيتا نيونغو وأديبيرو أوداي ‏ وسارة بولسون وبراد بيت ومايكل كينيث ويليامز وألفري وودارد | رُشِّح           | [ 100 ] [ 101 ]                 |
| جوائز نقابة ممثلي الشاشة                              | 18 يناير 2014 ‏  | أفضل ممثل في دور رئيسي ‏                            | شيواتال إيجيوفور | رُشِّح           | [ 100 ] [ 101 ]                 |
| جوائز نقابة ممثلي الشاشة                              | 18 يناير 2014 ‏  | أفضل ممثل في دور مساعد ‏                            | مايكل فاسبندر | رُشِّح           | [ 100 ] [ 101 ]                 |
| جوائز نقابة ممثلي الشاشة                              | 18 يناير 2014 ‏  | أفضل ممثلة في دور مساعد ‏                           | لوبيتا نيونغو | فوز           | [ 100 ] [ 101 ]                 |
| جوائز سكرين نايشن ‏                                    | 23 فبراير 2014  | أفضل فيلم دولي                                     | عبد لاثني عشر عاما | فوز           | [ 102 ]                         |
| جوائز سكرين نايشن ‏                                    | 23 فبراير 2014  | أفضل أداء رجالي                                    | شيواتال إيجيوفور | فوز           | [ 102 ]                         |
| جوائز سكرين نايشن ‏                                    | 23 فبراير 2014  | أفضل موهبة نسائية صاعدة                            | لوبيتا نيونغو | فوز           | [ 102 ]                         |
| جوائز سانت لويس لنقاد السينما ‏                        | 16 ديسمبر 2013 ‏ | أفضل فيلم ‏                                         | عبد لاثني عشر عاما | فوز           | [ 103 ] [ 104 ]                 |
| جوائز سانت لويس لنقاد السينما ‏                        | 16 ديسمبر 2013 ‏ | أفضل مخرج ‏                                         | ستيف ماكوين | فوز           | [ 103 ] [ 104 ]                 |
| جوائز سانت لويس لنقاد السينما ‏                        | 16 ديسمبر 2013 ‏ | أفضل ممثل ‏                                         | شيواتال إيجيوفور | فوز           | [ 103 ] [ 104 ]                 |
| جوائز سانت لويس لنقاد السينما ‏                        | 16 ديسمبر 2013 ‏ | أفضل ممثل في دور مساعد ‏                            | مايكل فاسبندر | رُشِّح           | [ 103 ] [ 104 ]                 |
| جوائز سانت لويس لنقاد السينما ‏                        | 16 ديسمبر 2013 ‏ | أفضل ممثلة في دور مساعد ‏                           | لوبيتا نيونغو | فوز           | [ 103 ] [ 104 ]                 |
| جوائز سانت لويس لنقاد السينما ‏                        | 16 ديسمبر 2013 ‏ | أفضل سيناريو مقتبس ‏                                | جون ريدلي، وسولمون نورثوب | فوز           | [ 103 ] [ 104 ]                 |
| جوائز سانت لويس لنقاد السينما ‏                        | 16 ديسمبر 2013 ‏ | أفضل تصميم ديكور                                   | آدم ستوكهاوسن ‏ (مُصمم إنتاج) وأليس بايكر ‏ (مُصمم ديكور) | رُشِّح           | [ 103 ] [ 104 ]                 |
| جوائز سانت لويس لنقاد السينما ‏                        | 16 ديسمبر 2013 ‏ | أفضل تصوير سينمائي                                 | شون بوبيت ‏ | فوز           | [ 103 ] [ 104 ]                 |
| جوائز سانت لويس لنقاد السينما ‏                        | 16 ديسمبر 2013 ‏ | أفضل موسيقى تصويرية                                | هانز زيمر | رُشِّح           | [ 103 ] [ 104 ]                 |
| جوائز سانت لويس لنقاد السينما ‏                        | 16 ديسمبر 2013 ‏ | أفضل مشهد                                          | مشهد "الشنق" | فوز           | [ 103 ] [ 104 ]                 |
| جوائز مهرجان ستوكهولم السينمائي الدولي                | 14 نوفمبر 2013  | الحصان البرونزي لأفضل فيلم – ذكر خاص               | ستيف ماكوين | فوز           | [ 105 ]                         |
| جوائز مهرجان ستوكهولم السينمائي الدولي                | 14 نوفمبر 2013  | أفضل موسيقى تصويرية                                | هانز زيمر | فوز           | [ 105 ]                         |
| جوائز جمعية تورونتو لنقاد السينما ‏                    | 17 ديسمبر 2013  | أفضل فيلم ‏                                         | عبد لاثني عشر عاما | المركز الثاني | [ 106 ] [ 107 ]                 |
| جوائز جمعية تورونتو لنقاد السينما ‏                    | 17 ديسمبر 2013  | أفضل مخرج ‏                                         | ستيف ماكوين | المركز الثاني | [ 106 ] [ 107 ]                 |
| جوائز جمعية تورونتو لنقاد السينما ‏                    | 17 ديسمبر 2013  | أفضل ممثل ‏                                         | شيواتال إيجيوفور | المركز الثاني | [ 106 ] [ 107 ]                 |
| جوائز جمعية تورونتو لنقاد السينما ‏                    | 17 ديسمبر 2013  | أفضل ممثل في دور مساعد                             | مايكل فاسبندر | المركز الثاني | [ 106 ] [ 107 ]                 |
| جوائز جمعية تورونتو لنقاد السينما ‏                    | 17 ديسمبر 2013  | أفضل ممثلة في دور مساعد                            | لوبيتا نيونغو | المركز الثاني | [ 106 ] [ 107 ]                 |
| جوائز مهرجان تورونتو السينمائي الدولي                 | 15 سبتمبر 2013 ‏ | جائزة اختيار الجمهور                               | ستيف ماكوين | فوز           | [ 8 ]                           |
| جوائز يو إس سي لكتاب السيناريو ‏                       | 8 فبراير 2014   | أفضل سيناريو مقتبس                                 | جون ريدلي (كاتب سيناريو) وسولمون نورثوب (كاتب) | فوز           | [ 108 ]                         |
| جوائز دائرة فانكوفر لنقاد السينما                     | 7 يناير 2014 ‏   | أفضل فيلم ‏                                         | عبد لاثني عشر عاما | فوز           | [ 109 ] [ 110 ]                 |
| جوائز دائرة فانكوفر لنقاد السينما                     | 7 يناير 2014 ‏   | أفضل ممثل ‏                                         | شيواتال إيجيوفور | رُشِّح           | [ 109 ] [ 110 ]                 |
| جوائز دائرة فانكوفر لنقاد السينما                     | 7 يناير 2014 ‏   | أفضل ممثل في دور مساعد ‏                            | مايكل فاسبندر | رُشِّح           | [ 109 ] [ 110 ]                 |
| جوائز دائرة فانكوفر لنقاد السينما                     | 7 يناير 2014 ‏   | أفضل ممثلة في دور مساعد ‏                           | لوبيتا نيونغو | رُشِّح           | [ 109 ] [ 110 ]                 |
| جوائز دائرة فانكوفر لنقاد السينما                     | 7 يناير 2014 ‏   | أفضل مُخرج ‏                                         | ستيف ماكوين | رُشِّح           | [ 109 ] [ 110 ]                 |
| جوائز دائرة فانكوفر لنقاد السينما                     | 7 يناير 2014 ‏   | أفضل سيناريو                                       | جون ريدلي | رُشِّح           | [ 109 ] [ 110 ]                 |
| جوائز فيلادج فويس للسينما ‏                            | 22 ديسمبر 2013  | أفضل مُخرج ‏                                         | ستيف ماكوين | فوز           | [ 111 ] [ 112 ] [ 113 ] [ 114 ] |
| جوائز فيلادج فويس للسينما ‏                            | 22 ديسمبر 2013  | أفضل ممثل ‏                                         | شيواتال إيجيوفور | فوز           | [ 111 ] [ 112 ] [ 113 ] [ 114 ] |
| جوائز فيلادج فويس للسينما ‏                            | 22 ديسمبر 2013  | أفضل ممثل في دور مساعد ‏                            | مايكل فاسبندر | المركز الثاني | [ 111 ] [ 112 ] [ 113 ] [ 114 ] |
| جوائز فيلادج فويس للسينما ‏                            | 22 ديسمبر 2013  | أفضل ممثلة في دور مساعد ‏                           | لوبيتا نيونغو | فوز           | [ 111 ] [ 112 ] [ 113 ] [ 114 ] |
| جوائز جمعية واشنطن لنقاد السينما                      | 9 ديسمبر 2013 ‏  | أفضل فيلم ‏                                         | عبد لاثني عشر عاما | فوز           | [ 115 ] [ 116 ]                 |
| جوائز جمعية واشنطن لنقاد السينما                      | 9 ديسمبر 2013 ‏  | أفضل مُخرج ‏                                         | ستيف ماكوين | رُشِّح           | [ 115 ] [ 116 ]                 |
| جوائز جمعية واشنطن لنقاد السينما                      | 9 ديسمبر 2013 ‏  | أفضل مُمثل ‏                                         | شيواتال إيجيوفور | فوز           | [ 115 ] [ 116 ]                 |
| جوائز جمعية واشنطن لنقاد السينما                      | 9 ديسمبر 2013 ‏  | أفضل ممثل في دور مساعد ‏                            | مايكل فاسبندر | رُشِّح           | [ 115 ] [ 116 ]                 |
| جوائز جمعية واشنطن لنقاد السينما                      | 9 ديسمبر 2013 ‏  | أفضل ممثلة في دور مساعد ‏                           | لوبيتا نيونغو | فوز           | [ 115 ] [ 116 ]                 |
| جوائز جمعية واشنطن لنقاد السينما                      | 9 ديسمبر 2013 ‏  | أفضل أداء لطاقم تمثيل ‏                             | عبد لاثني عشر عاما | فوز           | [ 115 ] [ 116 ]                 |
| جوائز جمعية واشنطن لنقاد السينما                      | 9 ديسمبر 2013 ‏  | أفضل سيناريو مقتبس ‏                                | جون ريدلي | فوز           | [ 115 ] [ 116 ]                 |
| جوائز جمعية واشنطن لنقاد السينما                      | 9 ديسمبر 2013 ‏  | أفضل تصميم ديكور ‏                                  | آدم ستوكهاوسن ‏ (مُصمم إنتاج) وأليس بايكر ‏ (مُصممة ديكور) | رُشِّح           | [ 115 ] [ 116 ]                 |
| جوائز جمعية واشنطن لنقاد السينما                      | 9 ديسمبر 2013 ‏  | أفضل تصوير سينمائي ‏                                | شون بوبيت ‏ | رُشِّح           | [ 115 ] [ 116 ]                 |
| جوائز جمعية واشنطن لنقاد السينما                      | 9 ديسمبر 2013 ‏  | أفضل مونتاج                                        | جو والكر | رُشِّح           | [ 115 ] [ 116 ]                 |
| جوائز جمعية واشنطن لنقاد السينما                      | 9 ديسمبر 2013 ‏  | أفضل موسيقى تصويرية ‏                               | هانز زيمر | فوز           | [ 115 ] [ 116 ]                 |
| جوائز دائرة نقاد أفلام المرأة                         | 17 ديسمبر 2013  | أفضل ممثل                                          | شيواتال إيجيوفور | فوز           | [ 117 ]                         |
| جوائز دائرة نقاد أفلام المرأة                         | 17 ديسمبر 2013  | أفضل ممثل في فيلم                                  | شيواتال إيجيوفور | فوز           | [ 117 ]                         |
| جوائز دائرة نقاد أفلام المرأة                         | 17 ديسمبر 2013  | جائزة جوزيفين بايكر                                | عبد لاثني عشر عاما | فوز           | [ 117 ]                         |

## وصلات خارجية
- الجوائز والترشيحات التي تلقاها عبد لاثني عشر عاما على قاعدة بيانات الأفلام على الإنترنت